# Viguiera superaxillaris
Viguiera superaxillaris là một loài thực vật có hoa trong họ Cúc. Loài này được (S.F.Blake) B.L.Turner miêu tả khoa học đầu tiên năm 1990.